# Hysteropterum placophorum
Hysteropterum placophorum är en insektsart som beskrevs av Géza Horváth 1905. Hysteropterum placophorum ingår i släktet Hysteropterum och familjen sköldstritar. Inga underarter finns listade i Catalogue of Life.